# 오카다 준이치
오카다 준이치(일본어: 岡田 准一, 1980년 11월 18일 ~ )는 일본의 배우로, 남성 아이돌 그룹 V6의 전 멤버이다. 오사카부 히라카타시 출신. AISTON 소속.

## 약력
- 1995년
  - NTV에서 방송 된 《천재 타케시의 기운이 나오는 텔레비전!》의 코너 "쟈니즈 학원"에 출연.
  - 11월 1일, V6의 멤버로써 〈MUSIC FOR THE PEOPLE〉로 데뷔 (당시 만 14세).
- 드라마 《V의 불꽃》으로 배우 데뷔.
- 1997년
  - 드라마 《D × D》로 첫 주연.
- 1999년
  - 3월 호리코시 고등학교 졸업.
- 2002년
  - 드라마 《키사라즈 캐츠아이》 주연. 이후 《키사라즈 캐츠아이 일본 시리즈》, 《키사라즈 캐츠아이 월드 시리즈》가 2편의 영화화되었다.
- 2003년
  - 《코스믹 레스큐》로 영화 첫 출연.
  - 《키사라즈 캐츠아이 일본 시리즈》로 영화 첫 주연.
- 2006년
  - 《키사라즈 캐츠아이》 시리즈의 배우·제작진 일원으로서 키사라즈 시민 영예상을 수상.
  - 주연 영화 《하나》를 통해 "이시하라 유지로 신인상"을 수상.
  - 제49회 블루 리본상 남우주연상에 《하나》를 통해 노미네이트되었지만, 소속 사무소 측의 의향에 따라 사퇴하였다.[1]
- 2010년, 2011년 영화 《SP THE MOTION PICTURE》이 전후편의 총 흥행수입 70억엔의 대히트를 기록.
- 2012년
  - 10월 10일 NHK 53번째 대하드라마 《군사 칸베에》 (2014년) 주연 발표.[2]

## 인물·에피소드

### 배우
- 《SP 야망편》의 개봉시의 인터뷰에서 "그간 육체를 사용한 액션이라는 것이 일본에 별로 없었다", "일본의 영화 및 엔터테인먼트에 활동해오며 살아오고 있으므로, 그 곳 (액션)에서 보은을 할 수 있지 않을까 생각했다"라고 말했다.[3]

### 취미·기호
- 취미는 승마, 피아노, 기타, 암벽등반, 독서, 근육 트레이닝 등.[4].
- 좋아하는 역사 인물은 조조.[4]
- 야외 활동을 좋아하고, 바빠서 좀처럼 외부에 갈 수 없을 때는, 방안에서 텐트를 치고 있기도 한다.[5]
- 에스크리마, 절권도, USA 슈토 강사 자격을 소지하고 있다.
- 영화 《천지명찰》의 무대 인사에서 출연자가 "무엇의 오타쿠"인지 질문을 받게 되었을 때, "역사와 격투기 오타쿠"임을 밝혔다.[6]

그 외
- V6의 리더인 사카모토 마사유키와는 대조적으로, 연습생(주니어) 기간이 짧다.
- 2010년 10월 24일 방송 된 《우리들의 시대》에서 "만 20세가 되면 자니스 사무소를 그만 두고, 중학교 사회 선생님이 되고 싶었다"라고 밝힌 바있다.[7] 또한, 중학교부터 고등학교까지 위인의 좋아하는 말을 노트에 베껴 적었다.[8]. "아버지가 가까이 있지 않았기 때문에, 사람으로서 어떻게 살아 나갈지, 어떤 남자가 되어 가는 것인가를 생각하고 있었다"라는 것이 이유라고 이야기하였다.[8]
- 존경하는 사람과, 처음 남자를 동경한 것은 중학교 시절에 소속해 있던 럭비부의 코치 선생님이다.[8]
- 생후 만 3세 무렵까지 한마디도 말을 하지 않았기 때문에 부모님을 걱정시켰지만, 어느 날 부모님이 이야기하는 동안 "그것, 다른 것 같아요"라고 말한 것이, 오카다가 말했던 첫 말이였다고 한다.
- 이야기를 할 때, 입가에 손을 대는 버릇이 "쑥스러움을 타는 사람은 심리적으로 (입가를) 만지는 습관이 있으니까 그만 두려고 생각했었지만, 깨달으면 자신도 모르게 만져버리고있었다"라고 말했다.[8]
- 친구: 아라시 리더 오노 사토시와 사쿠라이 쇼와 사이가 좋다.
- 아라시 사쿠라이 쇼를 귀여워 한다.
- 아라시 사쿠라이 쇼와 둘이서 만날때 붓상과 밤비라고 부른다고 한다. (드라마 키사라즈 캐츠아이에 같이 출현해서 생긴 별명이다. 둘다 이드라마의 역할 이름이다.)

## 출연 작품
역할의 굵은 글씨는 주연 작품.

### 텔레비전 드라마

#### 연속 드라마
- 《D × D》 (1997년 7월 - 9월, NTV) - 키하라 토라노스케 역
- 《PU-PU-PU-》 (1998년 10월 - 12월, TBS) - 코미네 카즈야 역
- 《신·우리들의 여행 Ver.1999》 (1999년 7월 - 9월, NTV) - 쿠마자와 신로쿠 역
- 《모나리자의 미소》 (2000년 1월 - 3월, 후지 TV) - 오카지마 타쿠로 역
- 《아버지.》 (2000년 10월 - 12월, TBS) - 칸자키 타다시역
- 《키사라즈 캐츠아이》 (2002년 1월 - 3월, TBS) - 타부치 코헤이 역
- 《러브코션트 제１장·모두 불탈 때까지》 (2002년 7월, 후지 TV) - 류지 역
- 《막내장남 누나 셋》 (2003년 10월 - 12월, TBS) - 카시와구라 이치로 역
- 《타이거 & 드래곤》 (2005년 4월 - 6월, TBS) - 야나카 류지 역
- 《SP 경시청 경비부 경호과 제4계》 (2007년 12월 - 2008년 1월, 후지 TV) - 이노우에 카오루 역
- 《대하드라마 '군사 칸베에'》 (2014년 1월 - 12월, NHK) - 쿠로다 칸베에 역

#### 스페셜 드라마·게스트 출연
- 《V의 불꽃》 (1995년 10월 - 11월, 후지 TV) - 본인(오카다 준이치) 역 ※배우 데뷔작
- 《디어 프렌즈》 (1999년 11월, TBS) - 야마무로 유지 역
- 《I LOVE "big" 대작전》 (2000년 6월, 후지 TV) - 본연(오카다 준이치) 역
- 《반란의 보야쥬》 (2000년 10월, TV 아사히) - 사카시타 쿤페이 역
- 연기자.
  - 《TEXAS》 (2002년 5월/6월, 후지 TV) - 요츠호시 역
  - 《스시와 제단》 (2002년 1월, 후지 TV) - 츠츠이 다이스케 역
- 《천국에서 가장 가까운 남자 교사편 - 제1화》 (2011년 4월, TBS) - 특별 출연
- 《금요 엔테인먼트 연말 특별기획 '추신구라 1/47'》 (2001년 12월, 후지 TV) - 오오이시 치카라 역
- 《이케부쿠로 웨스트 게이트 파크 SOUP 시간》 (2003년 3월, TBS) - 우정 출연
- 《다이카 개신》 (2005년 1월, NHK) - 나카토미노 가마타리 역
- 《겨울 운동회》 (2005년 1월, NTV) - 키타자와 키쿠오 역
- 《무지개를 이은 왕비》 (2006년 11월, 후지 TV) - 이은 역
- 《SP 스페셜 앙코르》 (2008년 4월, 후지 TV) - 이노우에 카오루 역
- 《SP 드라마 스페셜 혁명 전날》 (2011년 3월, 후지 TV) - 이노우에 카오루 역

### 영화
- 《코스믹 레스큐》 (2003년 7월 11일, 제이스톰) - 사와다 아즈마 역
- 《Hard Luck Hero》 (2003년, 도쿄 국제영화제 특별초청 상영) - 아사이 타카시 역
- 《키사라즈 캐츠아이 일본 시리즈》 (2003년 11월 1일, 아스믹 에이스) - 타부치 코헤이 역
- 《도쿄 타워》 (2005년 1월 15일, 도호) - 코지마 토오루 역
- 《플라이 대디, 플라이》 (2005년 7월 9일, 도에이) - 박순신 역
- 《Hold Up Down》 (2005년 10월 28일, 제이스톰) - 사와무라 코이치 역
- 《하나》 (2006년 6월 3일, 쇼치쿠) - 아오키 소자에몬 역
- 《키사라즈 캐츠아이 월드 시리즈》 (2006년 10월 28일, 아스믹 에이스) - 타부치 코헤이 역
- 《음지와 양지에 핀다》 (2008년 1월 26일, 도호) - 신야 역
- 《오토.나.리》 (2009년 5월 30일, 제이스톰) - 노시마 사토시 역
- 《SP 야망편》 (2010년 10월 30일, 도호) - 이노우에 카오루 역
- 《SP 혁명편》 (2011년 3월 12일, 도호) - 이노우에 카오루 역
- 《천지명찰》 (2012년 9월 15일, 카도가와 영화/쇼치쿠) - 야스이 산테츠 / 시부카와 하루미 역
- 《도서관 전쟁》 (2013년 4월 27일, 도호) - 도죠 아츠시 역
- 《영원의 0》 (2013년 12월 21일, 도호) - 미야베 쿠쿠라 역
- 《쓰르라미의 기록》 (2014년 10월 4일) - 단노 쇼자부로 역
- 《온다》 (2018년 12월 7일) - 노자키 카즈히로 역
- 《떨어지는 동백》 (2018년)
- 《페이블》 (2019년) - 사토 아키라 / 페이블 역

### 성우(더빙)
- 영화 《썬더 버드》 (2004년, UIP) - 일본어 더빙판 : 앨런 트레이시 역
- 영화 《게드 전기》 (2006년, 도호) - 알렌 왕자 역
- 영화 《코쿠리코 언덕에서》 (2011년, 도호) - 카자마 슌 역

### 연극
- 《MASK (1997년)》 ※사카모토 마사유키, 이노하라 요시히코와 공동 주연.
- 《일렉트라 (2003년)》

### 라디오
- 《V6의 카미센 뮤지엄》 (1996년 4월 ~ 2004년 9월
- 《GROWING REED》 (2005년 4월 ~ 현재, J-WAVE)

### 버라이어티 프로그램
- 《카미센 (秘) 특보》 (1996년, ABC) ※ 매월 4째주 토요일에만 방송 (전 6회)
- 《매지컬 두뇌 파워!》 (1996년 ~ 1999년, NTV)
- 《학교에 가자!》 (1997년 ~ 2005년, TBS)
- 《학교에 가자! MAX》 (2005년 ~ 2008년, TBS)
- 《24시간 TV》 (NTV, 1998년, 2000년)
- 《더! 철완! DASH!》 (1999년 9월, NTV) ※모리타 고, 미야케 켄과 오카다의 카미센 3명이 출연.
- 《V6의 소(素)》 (1999년 ~ 2000년, 후지 TV)
- 《마하브이로쿠》 (2000년, 후지 TV)
- 《웃음 V6 병동!》 (2000년 ~ 2001년, 후지 TV)
- 《미미센!》 (2001년, TBS)
- 《오토센!》 (2001년 ~ 2002년, TBS)
- 《오토센 II》 (2002년, TBS)
- 《라부센!》 (2002년 ~ 2004년, TBS)
- 《VivaVivaV6》 (2001년 ~ 2010년, 후지 TV)
- 《신지식 계급 쿠마구스》 (2008년 ~ 2010년, TBS)
- 《미션 V6》 (2010년 ~ 2011년, TBS)
- 《남자의 이상한 검색!》 (2011년 ~ 2012년, TBS)
- 《가챠가챠 V6》 (2012년 ~ 현재, TBS)
- 《THE PROFILER》 (2012년 ~ 현재, NHK)

## 음반
- 〈시사이드 바이바이(シーサイド・ばいばい)〉 (2006년 10월 25일)

키사라즈 캐츠아이 feat. MCU 명의. 주연 영화 《키사라즈 캐츠아이 월드 시리즈》의 삽입곡으로 발매.

## CM(광고)
- 모리나가 유업 〈피크닉〉
- 세가 〈프리 팬〉
- 소니 컴퓨터 엔터테인먼트 〈FORMULA 1〉 ※카미센
- 켄터키 프라이드 치킨(KFC) 〈드럼 키즈〉 ※V6
- 베넷세 〈진연 세미나 고교 강좌〉 ※카미센
- 칼피스 〈칼피스 워터〉 ※카미센
- TU 미디어 폰 간사이 ※V6
- 미키 하우스 ※카미센
- 모리나가 제과 〈모리나가 초콜릿 "고에다"〉 ※카미센
- 일본 코카콜라 〈코카콜라〉 ※히가시야마 노리유키, 도모토 코이치, 야마시타 토모히사와 공연.
- 하우스 식품 〈버몬트 카레〉 ※카미센으로
- 소프트뱅크 모바일 (전 보다폰 일본 법인)
- 산토리 음료
  - 〈퓨어 몰트 위스키·호쿠토〉
  - 〈펩시 NEX〉
- 시세이도
  - FT 시세이도 〈수분 헤어 팩〉
  - 시세이도 〈UNO〉
- 에자키 글리코
  - 〈뽀스카무〉
  - 〈빠삐코〉
- Right-on
- 아사히 맥주 〈캔츄하이(제철 과일즙)〉
- 에바라 식품 〈황금의 맛〉 ※카미센
- 다이와 하우스 (2008년 3월 28일 -)
- 소니 카메라
  - 〈사이버 샷〉
  - 〈α〉
- 아사히 카세이 〈랩〉
- 다이하츠 자동차 〈무브〉
- 기린 음료 〈FIRE〉 (2011년 3월 -)
- 제약기업 〈UL·OS (우르오스)〉 남성 화장품 (2012년 4월 -) 톤네루즈의 이시바시 타카아키와 공연.

## 수상력
2006년
- 기사라즈시 시민영예상
- 제19회 닛칸스포츠영화대상·이시하라 유지로상 신인상 『花よりもなほ』

2008년
- 제56회 더 텔레비전 드라마 아카데미상 주연남우상 『SP 警視庁警備部警護課第四係』

2014년
- 제83회 더 텔레비전 드라마 아카데미상 주연남우상 『軍師官兵衛』
- 제39회 호치 영화상 주연남우상 『永遠の0』
- 제38회 일본 아카데미상 최우수주연남우상(『永遠の0』), 최우수조연남우상(『蜩ノ記』), 화제상(『永遠の0』)
- 제27회 닛칸스포츠영화대상 『永遠の0』, 『蜩ノ記』